# Francesca Gonshaw
Francesca Gonshaw (London, 25. studenoga 1959.) je britanska TV glumica koja je najpoznatija po svome radnu na televiziji za vrijeme 1980-ih.
Igrala je ulogu konobarice Marie u BBCovom sitcomu 'Allo 'Allo! uprve tri godine emitiranja, i Amandu Parker za vrijeme emitiranja cijele serije Howard's Way.

## Vanjske poveznice
- Francesca Gonshaw u internetskoj bazi filmova IMDb-u (engl.)